# 1349 (banda)
1349 é uma banda de black metal de Oslo, Noruega , formada em 1997. O estilo musical e de composição da banda é modelado depois das bandas da segunda onda de Norwegian Black Metal do início dos anos 1990 e, nomeadamente, não incorpora sintetizadores. Como resultado, o 1349 foi comparado com as encarnações precoces de Enslaved, Darkthrone, Immortal, Marduk e Mayhem, anteriormente descrito como sendo muito mais pesada do que a maioria das outras bandas de black metal. A banda rejeitou o estilo mais comercial de Black Metal exibidos por algumas bandas, entretanto seu recente álbum de estúdio Revelations of the Black Flame mostra uma “nova direção musical” para o 1349, já que muitas vezes incorpora um som mais lento e ambientações.
O nome 1349 refere-se ao ano em que a Peste Negra atingiu a Noruega e dizimou nada menos do que dois terços de sua população.

## História
O 1349 se formou em 1997 e conta com vários ex-integrantes da banda Alvheim. O baterista Frost também é membro do Satyricon.
O grupo em turnê têm uma base regular, os seus espetáculos ao vivo muitas vezes começam com o fogo jorrando para todo lado. Em reconhecimento de suas influências, a banda fez um cover do Mayhem “Buried by Time and Dust” em seu álbum de estreia, Liberation. A banda cita como sua principal influência a banda Celtic Frost.
Em 2006, foi lançado o clipe da música “Sculptor Of Flesh”, do álbum Hellfire de 2005. O vídeo, dirigido por Judd Tilyard e, como relatado pela MTV, alterna entre cenas da banda tocando a música na Noruega e Clips de cirurgia filmada na Austrália.
Em 2006, excursionou com o Celtic Frost nos Estados Unidos. O vocalista Ravn também apareceu no álbum “Monotheist” do Celtic Frost em 2006, fazendo vocais na faixa bônus, “Temple Of Depression”. Em 2007, durante o festival francês Hellfest, eles estavam destinados a tocar durante o dia, mas pediram para remarcar sua aparição para a noite.
Durante a sua aparição no Inferno Metal Festival de Oslo em março de 2008, a banda teve presença no palco do Tom Gabriel Fischer, vocalista do Celtic Frost, para uma versão da canção “The Usurper”.
Em setembro de 2008 participaram com as bandas Suffocation, Aborted e Rotten Sound da turnê “Exhume to Consume Tour”.
Durante o inverno de 2008 a banda gravou no Estúdio Nyhagen em Bøverbru, Noruega, seu tão aguardado quarto álbum “Revelations of the Black Flame”. O álbum é Co-Mixado por Tom Gabriel Fischer e foi lançado na Europa em 25 de maio de 2009 pela Candlelight Records, disponível também em uma edição limitada contendo um CD ao vivo, intitulado “Works of Fire, Forces of Hell - Live Stockholm 2005”. No Brasil, essa edição especial foi lançada pela Somber Music. “Revelations of the Black Flame” marca uma mudança de direção para a banda, as músicas do álbum são mais lentas que as versões anteriores e há também alguns momentos dark ambient e industrial.
2010 marca o fim de uma era para o 1349. Com uma nova gravadora, a Indie Recordings, a banda lança Demonoir, seu novo ataque sonoro, cheio de escuridão abismal e energia infernal. Este lançamento - de longe o mais brutal até então - cria um grande atrito em termos de diferenças de seus trabalhos anteriores e, além disso, traz várias elementos criativos não-tradicionais, mais uma prova da banda apresentar ideias inovadoras ao seu Black Metal.
Juntamente com sua turnê pelos EUA e Canadá, a banda se apresentará em shows pela Europa, incluindo grandes festivais como Wacken Open Air e Summer Breeze.
Em 2012 esteve em turnê com Marduk e Withered.
Seu mais recente trabalho é o Massive Cauldron of Chaos, lançado em setembro de 2014.

## Integrantes
- Ravn (Olav Bergene)  - vocal (desde 1997),  bateria (1997-2000)
- Seidemann (Tor Stavenes) - baixo (desde 1997)
- Archaon (Idar Burheim) - guitarra (desde 1999)
- Frost (Kjetil-Vidar Haraldstad) - bateria (desde 2000)

### Ex-membros
- Balfori (Lars Larsen) (1997-1998) - guitarra
- Tjalve (André Kvebek) (1997-2006) - guitarra

## Discografia

### Álbuns de estúdio
- Liberation (2003)
- Beyond The Apocalypse (2004)
- Hellfire (2005)
- Revelations of the Black Flame (2009)
- Demonoir (2010)
- Hellvetia Fire (ao vivo, 2011)
- Massive Cauldron of Chaos (2014)
- The Infernal Pathway (2019)

### EPs
- 1349 (2000)
- Maggot Fetus... Teeth Like Thorns (2009)

### Demos
- Demo (1998)
- Chaos Preferred (1999)